# Jörg Zietemann
Jörg Zietemann (* 4. April 1969 in Rathenow) ist ein deutscher Politiker (parteilos). Der Dipl.-Verwaltungswirt ist seit 2022 Bürgermeister der Stadt Rathenow.

## Leben
Er erhielt einen Schulabschluss 1985 im Alter von 16 Jahren. Anschließend absolvierte er eine Ausbildung zum Zimmermann. Er erlangte die Fachhochschulreife auf dem zweiten Bildungsweg 1993 am Oberstufenzentrum Brandenburg. Im gleichen Jahr trat er in den Dienst der Stadt Rathenow und studierte bis 1996 an der Fachhochschule für öffentliche Verwaltung des Landes Brandenburg in Bernau mit einem Abschluss als Diplom-Verwaltungswirt (FH).
Zietemann baute 1997 das Bürgerbüro der Stadtverwaltung auf, leitete von 1999 bis 2001 den Sitzungsdienst im Hauptamt der Stadtverwaltung. 2001 wurde er Pressesprecher der Stadt Rathenow, 2002 Persönlicher Referent des christdemokratischen Bürgermeisters Ronald Seeger. 2014 wechselte er auf die Stelle des Hauptamtsleiters der Stadtverwaltung  und wurde 2. Stellvertreter des Bürgermeisters. 2020 wählte ihn die Stadtverordnetenversammlung einstimmig zum allgemeinen Stellvertreter des hauptamtlichen Bürgermeisters in Rathenow.
Bei der Bürgermeisterwahl am 6. März 2022 errang Zietemann 33 Prozent der gültigen Wählerstimmen. Er ging damit in die Stichwahl mit Diana Golze (Linke), die 41 Prozent der Stimmen erhalten hatte. In der Stichwahl am 27. März 2022 obsiegte er mit 59 Prozent der abgegebenen Stimmen.